# Antiblemma discomaculata
Antiblemma discomaculata là một loài bướm đêm trong họ Erebidae.